# أندرو سوندرز
أندرو سوندرز (بالإنجليزية: Andrew Saunders)‏ هو عالم إنسان بريطاني، ولد في 22 سبتمبر 1931، وتوفي في 13 مارس 2009.